# Marie Valášková
Marie Valášková (22. listopadu 1890 Hluboké Mašůvky – ???) byla československá politička a meziválečná poslankyně Národního shromáždění za Komunistickou stranu Československa.

## Biografie
Narodila se 22. listopadu 1890 v Hlubokých Mašůvkách č.p. 115 jako nemanželské dítě Marie Stehlíkové a obuvníka Antonína Freye, její původ byl legalizován jejich sňatkem. Nejdříve se vdala ve Vídni za Františka Košky, který padl ve válce. Dne 19.4.1921 se vdala podruhé v Hlubokých Mašůvkách za továrního dělníka Ferdinanda Valáška. Podle údajů k roku 1934 byla profesí dělnicí v Hlubokých Mašůvkách.
Po parlamentních volbách v roce 1929 získala za Komunistickou stranu Československa poslanecké křeslo v Národním shromáždění. Mandát ale nabyla až roku 1934 jako náhradnice poté, co rozhodnutím volebního soudu ztratil mandát dosavadní poslanec Viktor Stern.